# Dampfiella jandai
Dampfiella jandai är en kvalsterart som beskrevs av František Starý 1993. Dampfiella jandai ingår i släktet Dampfiella och familjen Dampfiellidae. Inga underarter finns listade i Catalogue of Life.